# Chrysoperla galapagoensis
Chrysoperla galapagoensis är en insektsart som först beskrevs av Banks 1924.  Chrysoperla galapagoensis ingår i släktet Chrysoperla och familjen guldögonsländor. Inga underarter finns listade i Catalogue of Life.